# Antipalúdico
Los fármacos antipalúdicos o antimaláricos, son medicamentos diseñados para prevenir o curar la malaria. Se indica para el tratamiento de la malaria para las personas con infección presuntiva o confirmada, así como para la prevención de la infección en las personas sin inmunidad que visitan una región del mundo donde el paludismo es endémico. 
Los antipalúdicos también se indican para el tratamiento intermitente de rutina de ciertos grupos en regiones endémicas. Algunos agentes antimaláricos, particularmente la cloroquina y la hidroxicloroquina, también se utilizan en el tratamiento de la artritis reumatoide y artritis asociada a lupus eritematoso sistémico. Algunos de estos agentes se utilizan para más de una aplicación. Por lo tanto, resulta más práctico agrupar a los medicamentos antimaláricos por estructura química, que suele estar asociada con propiedades importantes de cada medicamento, como su mecanismo de acción. 
Antes de iniciar el tratamiento con alguna opción antimalárica, se debe solicitar confirmación parasitológica por microscopía en todos los pacientes sospechosos de haber contraído malaria. Solo debe considerarse el tratamiento sobre la base de sospecha clínica cuando no es accesible tener un diagnóstico parasitológico.
Los mosquiteros tratados con insecticida (MTI) previenen esta enfermedad de manera efectiva. Sin embargo, se han identificado ciertos obstáculos en cuanto al aumento de su uso.
Una revisión sistemática de diez estudios, nueve realizados en África y uno en la India, concluyó que la entrega gratuita de MTI aumenta ligeramente el número de propietarios, comparado con su provisión a precio de mercado o subvencionado. Asimismo, educar sobre el uso adecuado de MTI aumenta el número de personas que duermen bajo un mosquitero, comparado con un grupo de control que no recibió dicha educación. No se midieron efectos secundarios adversos. Por último, existe evidencia de una mejoría de la morbilidad por paludismo como resultado del aumento de tenencia y uso de MTI, aunque estos hallazgos siguen siendo inciertos.

## Quinina y agentes relacionados
La quinina tiene una larga historia que se extiende desde el descubrimiento del árbol de la quina en Ecuador-Loja y los posibles usos de su corteza. En el presente aún persiste una colección de derivados de dicha corteza que con frecuencia se utilizan en la prevención y el tratamiento de la malaria. La quinina es un alcaloide que actúa como un schizonticida (elimina uno de los estadios del parásito) sanguíneo y débil gametocida contra el Plasmodium vivax y el Plasmodium malariae. Como alcaloide, se acumula en las vacuolas alimenticias de especies Plasmodium, especialmente el Plasmodium falciparum. Actúa inhibiendo la biocristalización de la hemozoina, facilitando así una agregación del grupo hemo citotóxico. La quinina es menos eficaz y más tóxica como un agente schizonticida que la cloroquina. Sin embargo, sigue siendo muy eficaz y ampliamente utilizado en el tratamiento de casos agudos graves por P. falciparum. Es especialmente útil en las zonas donde se conoce a un alto grado de resistencia a la cloroquina, mefloquina y combinaciones de las drogas sulfa con la pirimetamina. La quinina también se utiliza en el tratamiento postexposición de individuos que retornan de un área donde el paludismo es endémico. 
El régimen de tratamiento de la quinina es complejo y se determina en gran medida por el nivel de resistencia del parásito y la indicación para su uso (por ejemplo, tratamiento agudo o profilaxis). La recomendación de la Organización Mundial de la Salud para la quinina es 20 mg/kg o 10 mg/kg c/8 horas por 5 días en situaciones donde se ha confirmado que los parásitos son sensibles a la quinina y combinada con la doxiciclina, tetraciclina o clindamicina. Las dosis se puede administrar por vía oral, intravenosa o intramuscular. El método recomendado depende de la urgencia de tratamiento y los recursos disponibles. 
El uso de la quinina puede producir un síndrome llamado con frecuencia cinconismo. La quinina puede causar hipoglucemia a través de su acción estimuladora de la secreción de insulina. 
La Quinimax y quinidina son los dos alcaloides más utilizados relacionadas con la quinina en el tratamiento o la prevención de la malaria. Quinimax es una combinación de cuatro alcaloides (quinina, quinidina, cinchoine y cinchonidine). Esta combinación ha demostrado en diversos estudios ser más eficaz que la quinina, supuestamente debido a una acción sinérgica entre los cuatro derivados de la quina. La Quinidina es un derivado directo de la quinina. Es un distereoisómero, por lo tanto, tiene propiedades antipalúdicos similares al compuesto principal. La Quinidina se recomienda solo para el tratamiento de casos graves de malaria.

## Cloroquina
La cloroquina fue, hasta recientemente, el medicamento más ampliamente utilizado contra el paludismo. Fue el prototipo original desde el que derivaron la mayoría de los otros métodos de tratamiento. También es la menos costosa, la mejor probada y la más segura de las opciones medicamentosas disponibles. La aparición de cepas de parásitos resistentes a este fármaco está disminuyendo rápidamente su eficacia. Sin embargo, sigue siendo la droga de primera línea de elección en la mayoría de los países de África subsahariana. Se ha sugerido recientemente que se use en combinación con otros fármacos antipalúdicos para extender su uso eficaz. 
La cloroquina es un compuesto de la 4-aminoquinolona, con un mecanismo de acción complicado y todavía no aclarado. Se cree que alcanza altas concentraciones en las vacuolas del parásito, que, debido a su naturaleza alcalina, aumenta el pH interior del microorganismo. Controla la conversión del hemo tóxico a la hemozoína, inhibiendo la biocristalización de la hemozoína, logrando, por tanto, niveles excesivos de toxicidad dentro del parásito. Otros mecanismos posibles a través del cual parece actuar la cloroquina incluye interfiriendo con la biosíntesis de ácidos nucleicos del parásito y la formación de un complejo cloroquina-hemo o cloroquina-ADN. El nivel más importante de actividad es contra todas las formas de las eschizontes (con la obvia excepción de cepas de P. falciparum y P. vivax resistentes a la cloroquina) y los gametocitos de P. vivax, P. malariae, P. ovale, así como los gametocitos inmaduros de P. falciparum. La cloroquina también tiene un importante efecto antipirético y antiinflamatorio cuando se usa para tratar las infecciones por P. vivax lo que podría extender su utilidad incluso cuando la resistencia a la cloroquina sea más generalizada. Aún en zonas con muy poca resistencia a estos medicamentos en pacientes infectados con malaria, la poca farmacorresistencia que existe es precisamente contra la cloroquina. 
Se ha desarrolloado un medicamento ligeramente diferente llamada nivaquina o fosfato de cloroquina. Algunas de las presentaciones que hacen uso de este compuesto son la Cloroquina FNA, Resochin y Dawaquin. 
Los niños y los adultos suelen recibir 25 mg de cloroquina por kg administrado durante 3 días. Una terapia farmacocinéticamente superior, recomendado por la OMS, implica dar una dosis inicial de 10 mg/kg seguido por 5 mg/kg 6 a 8 horas después y, a continuación, 5 mg/kg en los siguientes 2 días. Para la quimioprofilaxis se recomienda 5 mg/kg/semana (dosis única) o 10 mg/kg/semana dividida en 6 dosis diarias. La cloroquina solo se recomienda como droga profiláctica en las regiones afectadas solo por P. vivax y cepas sensibles de P. falciparum. La cloroquina ha sido utilizada en el tratamiento de la malaria por muchos años y no se han reportado efectos abortivos o teratogénicos durante este tiempo; por lo tanto, se considera muy segura su uso durante el embarazo. Sin embargo, puede aparecer picazón a niveles intolerables. La administración de cloroquina puede ser también un factor de provocación de la psoriasis.

## Amodiaquina
La amodiaquina es un medicamento antipalúdico derivado de la 4-aminoquinolona, con una estructura y mecanismo de acción similar a la cloroquina. Se utiliza con más frecuencia en combinación con cloroquina, pero también es muy eficaz cuando se usa por sí sola. Se cree que sea más eficaz que la cloroquina en la eliminación de parásitos en infecciones palúdicas no complicadas, conduciendo así a un ritmo más veloz de recuperación. Sin embargo, se observaron algunos efectos adversos fatales de la droga durante la década de 1980, lo que reduce su uso en quimioprofilaxis. La valoración de la OMS sobre el tema aún mantiene que la droga debe utilizarse cuando el riesgo potencial de no tratar una infección sobrepasa el riesgo de desarrollar efectos secundarios. También se ha sugerido que es particularmente eficaz y menos tóxica que otra combinación de tratamientos en pacientes VIH positivos. 
La droga debe ser administrada en dosis entre 25 mg/kg - 35 mg/kg durante 3 días en un método similar al que se emplea en la administración de la cloroquina. Las reacciones adversas son generalmente similares en tipo y gravedad a lo experimentado con el tratamiento con cloroquina. Adicionalmente, puede aparecer bradicardia, picazón, náuseas, vómitos y algo de dolor abdominal. También se han reportado algunos trastornos de la sangre y del hígado en un pequeño número de pacientes.

## Pirimetamina
La pirimetamina se indica en el tratamiento del paludismo. Es particularmente útil en los casos resistentes a la cloroquina por cepas de P. falciparum cuando se combina con sulfadoxina. Actúa inhibiendo la dihidrofolato reductasa en el parásito, previniendo la biosíntesis de purinas y pirimidinas, deteniendo así los procesos de síntesis de ADN, la división celular y la reproducción celular. Actúa principalmente en las eschizontes durante la fase de erithrocítica y en la actualidad solo se utiliza junto con una sulfonamida. 

## Proguanil
El proguanil (cloroguanadina) es una biguanida; un derivado sintético de la pirimidina. Fue desarrollada en 1945 por un grupo de investigación antimalárico británico. Tiene varios mecanismos de acción, principalmente en función de la conversión al metabolito activo cicloguanil de pirantel. Esto inhibe la enzima dihidrofolato reductasa del parásito de la malaria. Su efecto más destacado se encuentra en las etapas tisulares principalmente del P. falciparum, P. vivax y P. ovale. No tiene ningún efecto conocido contra hipnozoitos por lo tanto, no se utiliza en la prevención de recaídas. Tiene una actividad esquizonticida leve y no se recomienda para el tratamiento de la infección aguda. Sin embargo es útil en la profilaxis, cuando se combina con la atovacuona o la misma cloroquina en las zonas donde no hay ninguna resistencia a la cloroquina. Por lo general, 3 mg/kg es la dosis indicada cada día, por lo tanto, la dosis en adultos es de aproximadamente 200 mg. El perfil farmacocinético de estas drogas indica que la mitad de la dosis, dos veces al día mantiene los niveles de plasma con un mayor nivel de coherencia, dando así un mejor nivel de protección. La combinación de proguanil-cloroquina no proporciona una protección eficaz contra las cepas resistentes de P. falciparum. Hay muy pocos efectos secundarios asociados al uso de proguanil, algunos de los cuales incluyen leve pérdida del cabello y úlceras en la boca que ocasionalmente se han reportado tras uso profiláctico. 

## Sulfonamidas
La sulfadoxina y sulfametoxipyridazina son inhibidores específicos de la enzima dihidropteroato sintetasa que participa en la vía de síntesis de tetrahidrofolato en los parásitos del paludismo. Son análogos estructurales del p-aminobenzoico ácido (PABA) y compite con el PABA para bloquear su conversión a ácido dihidrofólico. Las sulfonamidas actúan sobre el ciclo de eritrocítica (asexual) del esquizonte. Cuando se administran las sulfonamidas por sí solas no son eficaces en el tratamiento de la malaria, pero co-administradas con la antifolato pirimetamina, más comúnmente como dosis fijas sulfadoxina-pirimetamina (Fansidar), produce efectos sinérgicos suficientes para tratar cepas sensibles de la malaria. 
Las sulfonamidas no se recomiendan para quimioprofilaxis debido a ocasionales pero graves reacciones en la piel. Sin embargo se utiliza con frecuencia para episodios clínicos de la enfermedad.

## Mefloquina
La mefloquina fue desarrollada durante la guerra de Vietnam y está químicamente relacionada con la quinina. Fue desarrollada para proteger a las tropas estadounidenses contra el P. falciparum polifarmacorresistente. Es un esquizonticida sanguíneo muy potente con una larga vida media. Se cree que actúa mediante la formación de complejos hemotóxicos que dañan las vacuolas de alimentos parasitarias. Ahora se utiliza únicamente para la prevención de cepas resistentes de P. falciparum a pesar de ser también útil en contra del P. vivax, P. ovale y P. marlariae. La mefloquina es eficaz tanto para la profilaxis como la terapia aguda. Ahora se utiliza estrictamente en casos de cepas resistentes (y generalmente se combina con artesunato). Las combinaciones pirimetamina cloroquina/proguanil o sulfa deben utilizarse en todas las otras infecciones de plasmodios. 
Se recomienda una dosis de 15 a 25 mg/kg, dependiendo de la prevalencia de la resistencia de mefloquina. La dosis mayor está asociada con un mayor nivel de intolerancia, más notablemente en los niños pequeños; la droga puede inducir vómitos y esofagitis. Los efectos durante el embarazo se desconocen, aunque se ha vinculado con un aumento del número de mortinatos. No se recomienda para su uso durante el primer trimestre, aunque se considera segura durante el segundo y tercero. La mefloquina con frecuencia produce efectos secundarios, incluyendo náuseas, vómitos, diarrea, dolor abdominal y mareos. Se han realizado varias asociaciones con eventos neurológicos, a saber, afectivo y los trastornos de ansiedad, alucinaciones, dormir disturbios, psicosis, encefalopatía tóxica, convulsiones y delirio. Se han registrado efectos cardiovascular con bradicardia y arritmia sinusal sistemáticamente los cuales se registran en el 68% de los pacientes tratados con mefloquina (en un estudio basado en el hospital). 
La mefloquina solo puede tomarse durante un período de hasta 6 meses debido a efectos secundarios. Después de esto, de ser necesario, se deben usar otros medicamentos, tales como aquellos basados en paludrina/nivaquina.

## Atovacuona
La atovacuona solo está disponible en combinación con proguanil bajo el nombre de Malarone, aunque a un precio superior al Lariam. Comúnmente es utilizado en la profilaxis para viajeros y utilizado para tratar el P. falciparum en los países desarrollados.

## Primaquina
La primaquina es una 8-aminoquinolona muy activa que se utiliza en el tratamiento de todos los tipos de infección del paludismo. Es más eficaz contra gametocitos pero también actúa en hipnozoitos, esquizocintos sanguíneos y el plasmodio latente en los casos de P. vivax y P. ovale. Es la única droga conocida que puede curar las infecciones por malaria recurrentes y casos agudos. El mecanismo de acción no se entiende completamente, pero se cree que media algún efecto mediante la creación de radicales libres de oxígeno que interfieren con la cadena de transporte de electrones durante la respiración celular. 
Para la prevención de recaídas en por P. vivax y P. ovale se suele indicar 0,15 mg/kg durante 14 días. Como droga gametocitocida en las infecciones por P. falciparum basta con una sola dosis de 0,75 mg/kg, repetida 7 días más tarde. Este método de tratamiento solo se utiliza en combinación con otro fármaco de esquizonticida sanguíneo eficaz. Hay pocos efectos secundarios significativos, aunque se ha demostrado que primaquina puede causar anorexia, náuseas, vómitos, calambres, debilidad en el pecho, anemia, supresión de la actividad mieloide y dolores abdominales. Los casos de sobredosis puede causar granulocitopenia. 

## Artemisinina y derivados
La artemisinina es una hierba China (qinghaosu) que se ha utilizado en el tratamiento de la fiebre por más de 1.000 años, precediendo así el uso de quinina en el mundo occidental. Se deriva de la planta Artemisia annua, con la primera documentación como agente terapéutico de demostrar éxito en el tratamiento de la malaria en el año 340 por Hong de Ge en su libro Zhou Hou Bei Ji Fang (Manual de recetas médicas para situaciones de emergencia). Ge Hong extrajo la artemisina mediante un simple macerar, y este método está todavía en uso hoy en día. El compuesto activo fue aislado primero en 1971 y dado el nombre de artemisinina. Es una lactona sesquiterpeno, con una enlace de puente de peróxido químicamente inusual. Se piensa que esa característica es la responsable de la gran parte de su acción contra la malaria, a pesar de que el destino en el parásito sigue siendo polémico. En la actualidad es estrictamente controlada bajo las directrices de la OMS por haber demostrado ser eficaz contra todas las formas P. falciparum polifarmacorresistente, por lo tanto se toman todas las precauciones para asegurar el cumplimiento y adhesión junto con otros comportamientos asociados con el desarrollo de resistencia. También solo se da en combinación con otros antipalúdicos.